# Аякс, Лиза
Лиза Кристина Аякс (швед. Lisa Kristina  Ajax; род. 13 августа 1998, Ерфелла) — шведская певица, победительница шоу Idol 2014.

## Карьера
Начала обучаться вокалу в возрасте шести лет.
28 ноября 2014 года выступила на стадионе «Эрикссон-Глоб» в рамках шоу-талантов Idol. Выпущенный в том же году сингл певицы «Love Run Free» занял 48 место в чарте Itunes и оставался там в течение одной недели. 5 декабря 2014 года она одержала победу в Idol, заняв первое место и опередив Молли Линден, которой досталось второе место.
Ранее в 2012 году она выступала на фестивале Lilla Melodifestivalen с песней «Allt som jag har».
В 2016 году приняла участие в песенном конкурсе Melodifestivalen 2016 с песней «My Heart Wants Me Dead» и смогла попасть в финал, выступив на стадионе «Френдс Арена». В финале заняла 7 место.
30 ноября 2016 года шведская телекомпания SVT раскрыла участников Melodifestivalen 2017. Аякс выступила с песней «I Don’t Give A». Она вышла в финал 11 марта 2017 года, где заняла девятое место. 27 ноября 2018 года стало известно, что Аякс примет участие в Melodifestivalen 2019 с песней «Torn» в последнем полуфинале. Она снова прошла квалификацию ко второму шансу из четвёртого полуфинала и заняла девятое место в финале.

## Дискография

### Мини-альбомы
| Название     | Детали                                                                               | Высшая позиция в чартах |
| Название     | Детали                                                                               | SWE                     |
| ------------ | ------------------------------------------------------------------------------------ | ----------------------- |
| Unbelievable | - Выпущен: 12 декабря 2014 - Лейбл: Universal Music AB - Формат: Цифровое скачивание | 2                       |
| Collection   | - Выпущен: 19 мая 2017 - Лейбл: Capitol - Формат: Цифровое скачивание                | —                       |

### Синглы
| «Love Run Free»                                                                         | 2014 | 55 |                   | Unbelievable          |
| «Unbelievable»                                                                          | 2014 | 14 | - GLF: Золотой    | Unbelievable          |
| «Blue Eyed Girl»                                                                        | 2015 | —  |                   | Неальбомный сингл     |
| «My Heart Wants Me Dead»                                                                | 2016 | 10 | - GLF: Платиновый | Collection            |
| «Give Me That»                                                                          | 2016 | —  |                   | Collection            |
| «Love Me Wicked»                                                                        | 2016 | —  |                   | Collection            |
| «I Don’t Give A»                                                                        | 2017 | 25 | - GLF: Золотой    | Collection            |
| «Number One» (с Atle)                                                                   | 2017 | —  |                   | Collection            |
| «Think About You»                                                                       | 2018 | —  |                   | Неальбомный сингл     |
| «Torn»                                                                                  | 2019 | 9  |                   | Melodifestivalen 2019 |
| «Jag måste»                                                                             | 2020 | —  |                   | TBA                   |
| «—» означает, что сингл не попал в чарты или не был выпущен на определённой территории. |      |    |                   |                       |

Примечание
1. ↑  "Think About You" не попал в Swedish Singellista Chart, но занял 18 место в Swedish Heatseeker Chart[18].